# کفیر

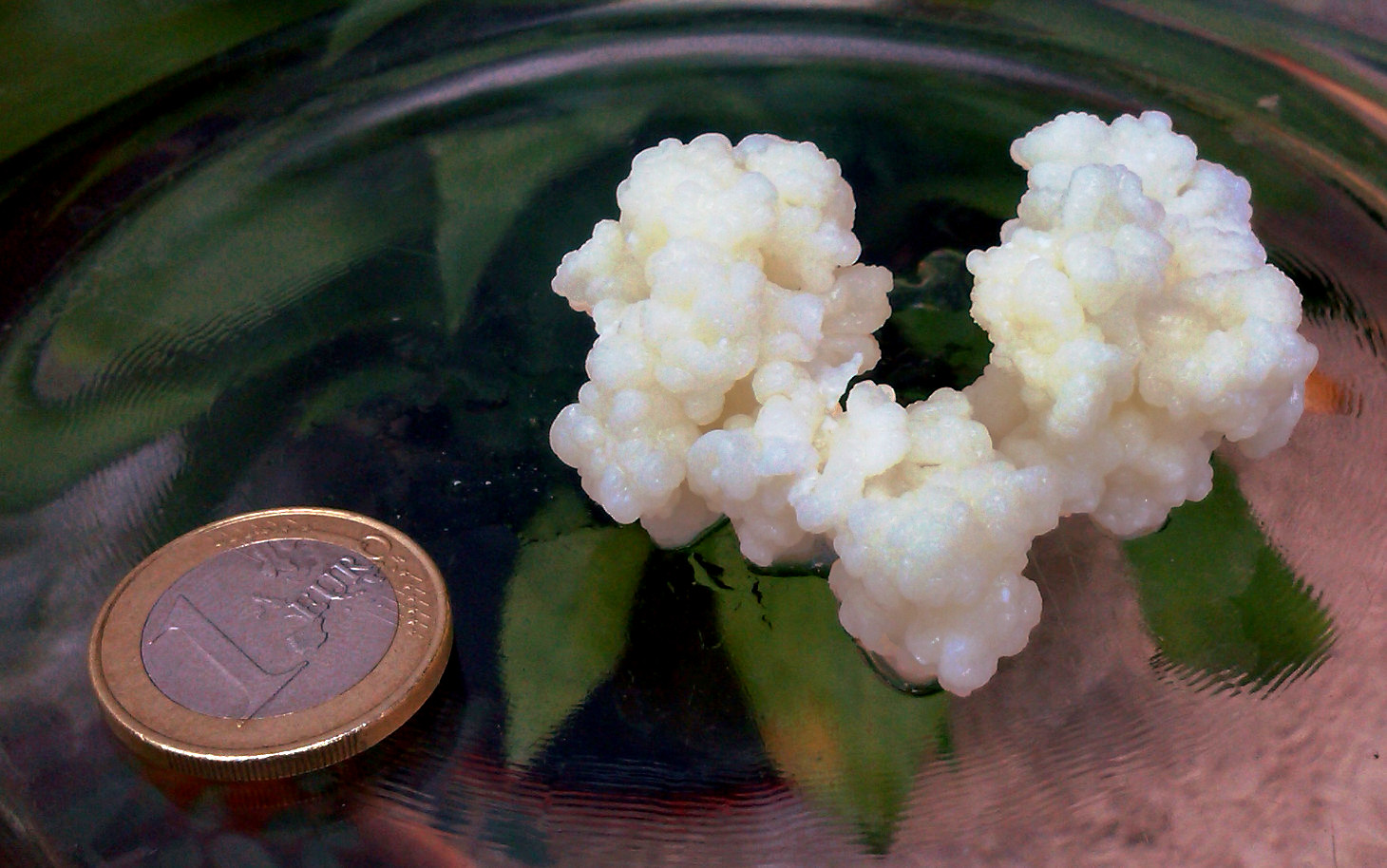
کفیر

کِ‍فیر نوشیدنی تخمیری حاصل از شیر و دانه‌های کفیر است که سرمنشأ آن کوه‌های قفقاز در روسیه است. دارای عطر و طعم خوشی بوده و می‌تواند همراه با عسل و سایر میوه‌ها مصرف شود. مصرف کفیر بر روی حرکت روده، سهولت در هضم، تقویت ایمنی، کاهش شدت و مدت اسهال، اختلال خواب، افسردگی و اختلالات زیاد فکری مؤثر است و به بازسازی فلور میکروبی غشاهای مخاطی سراسر دستگاه گوارش کمک می‌کند.
میکروارگانیزم‌های آن غیربیماری‌زا بوده و برای تولید آن به مقدار زیادی لاکتوباسیلوس اسیدوفیلوس و ساکارومایسس کفیر، نیاز است.
ترکیب کفیر، تغییرپذیر بوده و به عواملی همچون منبع چربی شیر، ترکیب دانه‌ها و تکنولوژی فرآوری کفیر مربوط می‌شود. محصولات گوناگونی مانند؛ کفیر منجمد خشک‌شده، کفیر شیر پس‌چرخ و قرص جویدنی کفیر از آن حاصل می‌شوند.
فرایند تولید کفیر به دو صورت سنتی و صنعتی، اندکی متفاوت می‌باشد که بازدهی روش صنعتی به مراتب بیشتر خواهد بود.

## تاریخچه

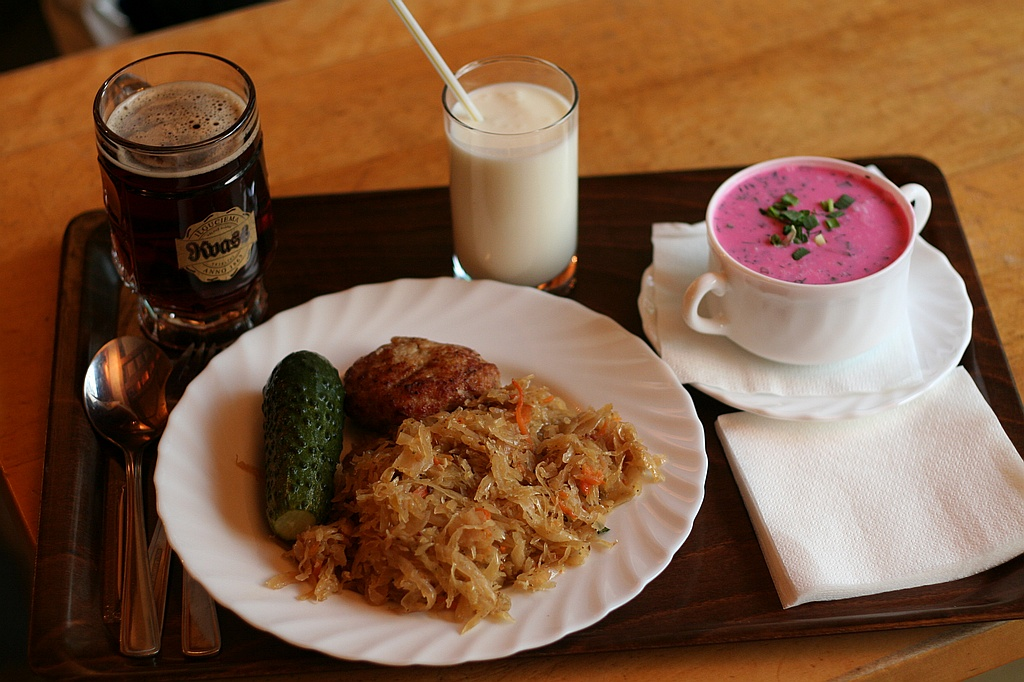
وعدهٔ غذایی با یک لیوان کفیر نوشیدنی (لیوان سفید)

کفیر، نوشیدنی غیرطبیعی تخمیری حاصل از شیر است که از کوه‌های قفقاز در روسیه سرچشمه گرفته‌است.
در روسیه به‌منظور معالجه یا جلوگیری از بعضی بیماری‌ها مورد استفاده قرار می‌گیرد. از لحاظ درمان‌شناسی و تغذیه‌ای، سرآغاز مصرف آن در بعضی از مناطق جهان، آسیای جنوب غربی، اروپای شمالی و شرقی، آمریکای شمالی و ژاپن بوده‌است. مصرف کفیر در جمهوری‌های شوروی سابق، مجارستان و هلند سال‌های زیادی است که توسعه یافته و در سوئد، نروژ، آلمان و فنلاند به‌خوبی شناخته شده و در مصر، استرالیا و برزیل به‌خوبی و در آمریکا و ژاپن به‌طور چشمگیری رشد داشته‌است.
براساس پاره‌ای از فرضیات، کفیر اولین بار توسط چوپانان عشایر قفقازی و بر اثر تخمیرشدنِ شیر تازه‌ای که در ظرف چرمیِ خود حمل می‌کردند کشف شد. اما پیش از آن نیز، در کوه‌های قفقاز، کفیر به داشتن خواص درمانی نسبت داده می‌شد.
در گذشته، ایلیا مچنیکو آغازگر مطالعه بر روی خواص کفیر در اوایل سال ۱۹۰۰ میلادی بود.
محقق کانادایی، «تد فارنرث» کفیر را به‌دلیل طعم شامپاینی طبیعی و داشتن فهرست بی‌پایان خواص سلامت‌بخش، شامپاین فراورده‌های لبنی نامیده‌است.
احتمالاً واژهٔ کفیر ترکیبی است از واژگان کف و شیر
همچنین احتمال دارد واژهٔ کفیر از واژهٔ ترکی کِیف به‌معنی احساس لذت گرفته شده‌باشد.

## ویژگی‌های حسی
خواص کفیر، حاصل از اسید لاکتیک، دی‌اکسید کربن، اتیل الکل و ترکیبات آروماتیک در خلال تخمیر است.
عواملی که خواص بی‌نظیر حسی را در کفیر ایجاد می‌کنند؛ صدای فش‌فش، طعم اسیدیِ ترش و نیروبخش می‌باشد و یک شامپاین لبنی محسوب می‌شود. غلظت و قوام کفیر، مانند ماست رقیق است.
عطر خوش کفیر به‌علت حضور دی استیل و استالدهید در محیط می‌باشد که دی‌استیل توسط استرپتولاکتیس دی‌استیل لاکتیس زیرگونهٔ لوکونوستوک تولید می‌شود.
ترشی و چربی کفیر، لذت‌بخش بوده که می‌تواند همراه با عسل و سایر میوه‌ها مخلوط و مصرف شود.

## ویژگی‌های تغذیه‌ای
کفیر، آشامیدنی مشهور خاورمیانه است و یک غذای رژیمی برای افراد مبتلا به بیماری عدم تحمل لاکتوز می‌باشد که قادر است مقدار زیادی از لاکتوز را هضم کند. در نتیجهٔ تخمیر، میزان لاکتوز در کفیر کاهش و میزان بتاگالاکتوزیداز افزایش می‌یابد.
پروتئین‌های موجود در کفیر تا اندازه‌ای هضم شده و خودشان را به‌راحتی در بدن اتولیز می‌کنند. تریپتوفان یک اسید آمینهٔ ضروری در کفیر است که بر روی سیستم عصبی تأثیرگذار است.
همچنین کفیر یک ماست نوشیدنی و محصولی نیروبخش به حساب می‌آید. کفیر با استفادهٔ کربوهیدارت‌ها، چربی‌ها و پروتئین‌ها به رشد، نگهداری و فعالیت سلولی کمک می‌کند.
ارزش بالای تغذیه‌ای و سلامت‌بخش کفیر، متعدد می‌باشد بنابراین مصرف آن برای نوزادان نارس، کودکان، زنان حامله و پرستار، بیماران و افراد پیر و مبتلایان به بیماری عدم تحمل لاکتوز توصیه می‌شود.
در بیمارستان‌های روسیه، بیماران در خلال ماندن در بیمارستان، هر روز با کفیر پذیرایی می‌شوند که امری عادی و مرسوم می‌باشد. مخصوصاً تازه‌مادرها، به خوردن کفیر تشویق می‌شوند و بیشتر اوقات، کفیر به عنوان غذای کودک برای کودکان روسی تازه از شیر گرفته شده به مصرف می‌رسد.

## خصوصیات سلامت بخش

### کفیر، یک پروبیوتیک
کفیر، یک پروبیوتیک طبیعی و یک آشامیدنی بر پایه لبنیات است.

## آغازگرهای مورد استفاده میکروبی
میکروارگانیزم‌های کفیر؛ غیر بیماری‌زا، آنتی باکتریال، ضد باکتری‌های گرم مثبت و گرم منفی و بسیاری از قارچ‌ها بوده و تأثیر رقابتی بر ضد سالمونلا کدوگو داشته و فعالیت آنزیم‌های مدفوع را در سیستم روده‌ای کاهش می‌دهند.
بسیاری از باکتری‌های کفیر، مشابه باکتری‌های موجود در ماست نیستند، در حالی که مخمرها، دی‌اکسید کربن و مقدار کمی الکل تولید می‌کنند سایر باکتری‌ها یک صمغ ویسکوز را تولید می‌کنند که همه میکروارگانیزم‌ها را به صورت تکه‌های ژلاتینی درمی‌آورند.
برای تولید کفیر مقدار زیادی لاکتوباسیلوس و ساکارومایسز کفیر استفاده می‌شود. اگر چه اضافی باکتری و مخمر در محیط کشت زیاد است.
در برخی منابع، کفیر را فراورده تخمیری حاصل از شیر و لاکتوباسیلوس رامنوسوس دانسته‌اند.
- استرپتوکوکوس لاکتیس[پانویس ۶]
  - تولید اسید لاکتیک (+)
  - تولید مقدار زیادی اسید لاکتیک
  - هیدرولیز جزئی پروتئین‌های شیر
  - افزایش قابلیت هضم شیر
  - بهبود هضم معده‌ای
  - جلوگیری از فعالیت میکروارگانیزم‌های مضر
  - تولید تجزیه‌کننده‌های باکتری ها[۲]
- استرپتوکوکوس کرموریس[پانویس ۷]
  - دارای برخی خواص استرپتوکوکوس لاکتیس
  - مقاومت آن نسبت به فاگ از استرپتوکوکوس لاکتیس، بیشتر است.
  - افزایش طعم مطلوب کفیر[۲]
- استرپتوکوکوس دی استی لاکتیس[پانویس ۸]
  - دارای برخی خواص استرپتوکوکوس لاکتیس
  - تولیدکننده دی استیل و دی‌اکسید کربن[۲]
- لوکونوستوک کرموریس[پانویس ۹]
  - تولیدکننده اسید لاکتیک و اسید استیک
  - تولیدکننده دو عامل آروماتیک استیل- متیل کربونیل و دی استیل در کفیر[۲]
- لاکتوباسیلوس پلانتاروم[پانویس ۱۰]
  - ارائه‌کننده فعالیت آنتاگونیستی بر ضد لیستریا مونوسیتوژنز
  - تولید پلانتاریسین (یک باکتریوسین مانع میکروارگانیزم‌های عامل فساد)
  - تولیدکننده قوی اسید لاکتیک
  - چسبنده به غشاء مخاط روده
  - تحمل غلظت زیاد نمک صفرا[۲]
- لاکتوباسیلوس کازئی[پانویس ۱۱]
  - تولید اسید لاکتیک (+) L
  - تولید مقدار زیادی اسید لاکتیک
  - تحت استعمار درآوردن ناحیه روده‌ای
  - چسبنده به غشاء مخاط روده
  - ایجاد محیط مناسب برای سنجش میکروبی مطلوب
  - محدود کردن فشار روده‌ای از قبیل کنترل سموم و سایر اثرات زیان‌آور بر روی اندام‌های حیاتی و سلول‌های بدن
  - ممانعت از فعالیت باکتری‌های پاتوژن و جلوگیری از بیماری‌های عامل عفونت روده‌ای
  - کاهش بیماری عدم تحمل لاکتوز
  - کاهش سیستم ایمنی بدن در برابر انواع سرطان از طریق جلوگیری از موتاسیون (موتاسیون به عنوان یک عامل ایجاد سرطان مطرح است)
  - کمک به ایمنی (مصونیت)[۲]

## کشت‌های مورد استفاده

### محیط کشت شیری کفیر
مخمر نانوائی به اضافه محیط کشت استارتر خامه یا ماست، بدون وجود دانه‌های کفیر.

### محیط کشت‌های میکروبی
برای کشت میکروبی کفیر، محیط کشت‌های MRS-آگار، M-۱۷آگار و YGC- آگار استفاده می‌شود.

## دانه کفیر

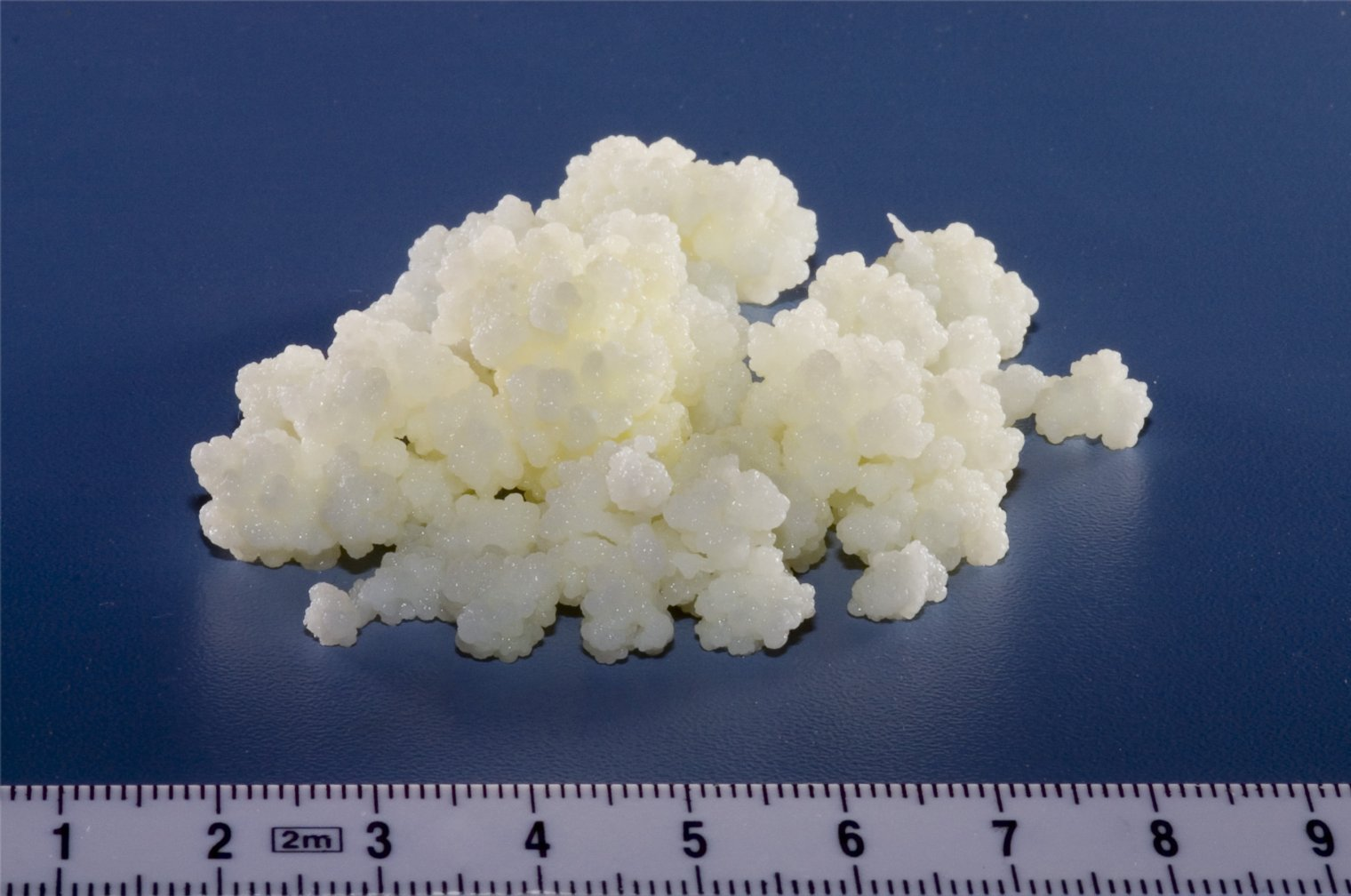
دانه‌های کفیر

دانه‌های کفیر، مخلوطی از باکتری‌های سودمند (لاکتوباسیل، لاکتوکوکوس، لوکونوستوک، استوباکتر) و مخمرها (مخمر لاکتوزی و مخمر غیر لاکتوزی) با حالت پلی ساکاریدی می‌باشند.
دانه‌های کفیر، در ظاهر شبیه تکه‌هایی از گل کلم یا مرجان و رشته‌ای از دانه‌ها با قطر دایره ۳–۲۰ میلی‌متر می‌باشند.
دانه‌ها شبیه ژلاتین سفید یا ذره‌های زرد رنگ و ترکیبی از ۱۳٪ پروتئین با وزن خشک و ۲۴٪ پلی ساکارید هستند و نقل و انتقال شیر در دمای اتاق یا در حرارت ۲۲ درجه سانتیگراد منجر به بی‌ثباتی دانه‌های کفیر کشت داده شده می‌شود.
ترکیب میکروبی استارتر دانه کفیر شامل؛ لاکتوباسیلوس، استرپتوکوکوس، اسید لاکتیک و مخمر است که در دو کشت به صورت هفتگی و به مدت ۷ هفته شمارش می‌شوند.
دانه‌های کفیر دارای خاصیت دائمی رشد و تکثیر هستند تا جمعیت آن‌ها همیشه ثابت و پایدار بماند. ترکیبات دانه‌های کفیر به چند چیز حساس می‌باشند که در صورت تماس با آن‌ها از بین رفته یا جمعیتشان کاهش می‌یابد:
1. فلزات (قرار گرفتن در مجاورت فلزات آن‌ها را مضمحل می‌کند)
2. نور (این میکروارگانیسم‌ها جهت تکثیر و عمل‌کرد مناسب نیاز به تاریکی دارند)
3. هرگونه مواد پادزیست (حتی کلر موجود در آب لوله‌کشی شهری روی آن‌ها تأثیر منفی دارد)
4. حرارت (دمای بالا تأثیر منفی بر آن‌ها گذاشته و به سرحد داغی که برسد آن‌ها را از بین می‌برد)

این دانه‌ها دارای ویژگی‌های کلی ضد باکتریایی و ضد قارچی می‌باشند.
استارتر دانه کفیر، توسط مرکز تحقیقات کشاورزی والون (سازمان بررسی کیفیت محصولات کشاورزی) تهیه می‌شود. دانه کفیر در انگلستان به سهولت در دسترس نبوده و بسیار گران می‌باشد.

## ترکیب شیمیایی تغذیه‌ای کفیر
کفیر سرشار از ویتامین‌ها، مواد معدنی، اسیدهای آمینه ضروری و پروتئین با قابلیت هضم آسان می‌باشد که به نگهداری و شفای بدن کمک می‌کند. همچنین کفیر سرشار از ویتامین ب۱۲، ویتامین ب۱، کلسیم، آمینو اسیدها، متیونین، اسید فولیک، ویتامین کا، منیزیم، فسفر و مس می‌باشد که به اتولیز (اکسایش خود بخودی) کربوهیدرات‌ها، چربی‌ها و پروتئین‌ها و رشد سلول‌ها و تولید انرژی کمک می‌کند.
| انرژی                     | ۶۵ کیلوکالری | ترکیبات معدنی (گرم) |      |
| چربی (٪)                  | ۳٫۵          | کلسیم               | ۰٫۱۲ |
| پروتئین (٪)               | ۳٫۳          | فسفر                | ۰٫۱۰ |
| لاکتوز (٪)                | ۴٫۰          | منیزیم              | ۱۲   |
| آب (٪)                    | ۸۷٫۵         | پتاسیم              | ۰٫۱۵ |
|                           |              | سدیم                | ۰٫۰۵ |
| اسید شیر (گرم)            | ۰٫۸          | کلرید               | ۰٫۱۰ |
| اتیل الکل (گرم)           | ۰٫۹          |                     |      |
| اسید لاکتیک (گرم)         | ۱            | عناصر جزئی          |      |
| کلسترول (میلی‌گرم)         | ۱۳           | آهن (میلی‌گرم)       | ۰٫۰۵ |
| فسفات (میلی‌گرم)           | ۴۰           | مس (میکرو گرم)      | ۱۲   |
|                           |              | مولیبدن (میکرو گرم) | ۵٫۵  |
| اسیدهای آمینه ضروری (گرم) |              | منگنز (میکرو گرم)   | ۵    |
| تریپتوفان                 | ۵٫۰۵         | روی (میلی‌گرم)       | ۰٫۳۶ |
| فنیل آلانین + تیروزین     | ۰٫۳۵         |                     |      |
| لوسین                     | ۰٫۳۴         |                     |      |
| ایزو لوسین                | ۰٫۲۱         | ترکیبات آروماتیک    |      |
| ترئونین                   | ۰٫۱۷         | استالدهید           |      |
| متیونین + سیستئین         | ۰٫۳۵         | دی استیل            |      |
| لیزین                     | ۰٫۲۷         | استوئین             |      |
| والین                     | ۰٫۲۲         |                     |      |
| ویتامینها (میلی‌گرم)       |              |                     |      |
| آ                         | ۰٫۰۶         | ب ۱۲                | ۰٫۵  |
| کاروتن                    | ۰٫۰۲         | نیاسین              | ۰٫۰۹ |
| ب ۱                       | ۰٫۰۴         | ث                   | ۱    |
| ب ۲                       | ۰٫۱۷         | دی                  | ۰٫۰۸ |
| ب۶                        | ۰٫۰۵         | ای                  | ۰٫۱۱ |

محصولات عمده تشکیل شده در طی تخمیر؛ اسید لاکتیک، دی‌اکسید کربن و الکل به همراه ترکیبات آروماتیکی مثل دی استیل و استالدهید می‌باشد که در کفیر به وفور یافت می‌شود. پلی ساکارید اصلی کفیر، که محلول در آب است تحت عنوان کفیران شناخته شده‌است و لاکتوباسیلوس‌های مخصوص هموفرمنتاتیو شامل؛ لاکتوباسیلوس کفیرانو فاسینس و لاکتوباسیلوس کفیر محصول این پلی ساکارید هستند. محصول کفیران چکیده‌ای از لاکتوباسیلوس کفیرانو فاسینس است که در سرتاسر دانه کفیر و مرکز آن به میزان زیادی وجود دارد. در حالی که جمعیت لاکتوباسیلوس کفیر تنها در ناحیه اندکی از لایه سطحی وجود دارد.
ترکیب کفیر تغییرپذیر است و به خوبی مشخص نیست و به منبع چربی شیر، ترکیب دانه‌ها یا محیط کشت و تکنولوژی فرآوری کفیر مربوط می‌باشد.

## محصولات تولید شده توسط کفیر

### کفیر منجمد خشک شده
که از کنسانتره شیر (ماده خشک ۳۶۰ گرم بر کیلوگرم) تخمیری استفاده می‌شود.

### کفیر شیر پس چرخ
کفیر شیر پس چرخ یا شیر پس چرخ کشت یافته که یک محصول سنتی ساخته شده از شیر پس چرخ است.

### قرص‌های جویدنی کفیر
یک فراورده پروبیوتیکی حاصل از کفیر است که حاوی ۵۰۰ میلیون سلول فعال در هر قرص بوده و دارای طعمی طبیعی می‌باشد.

## فرایند تولید کفیر

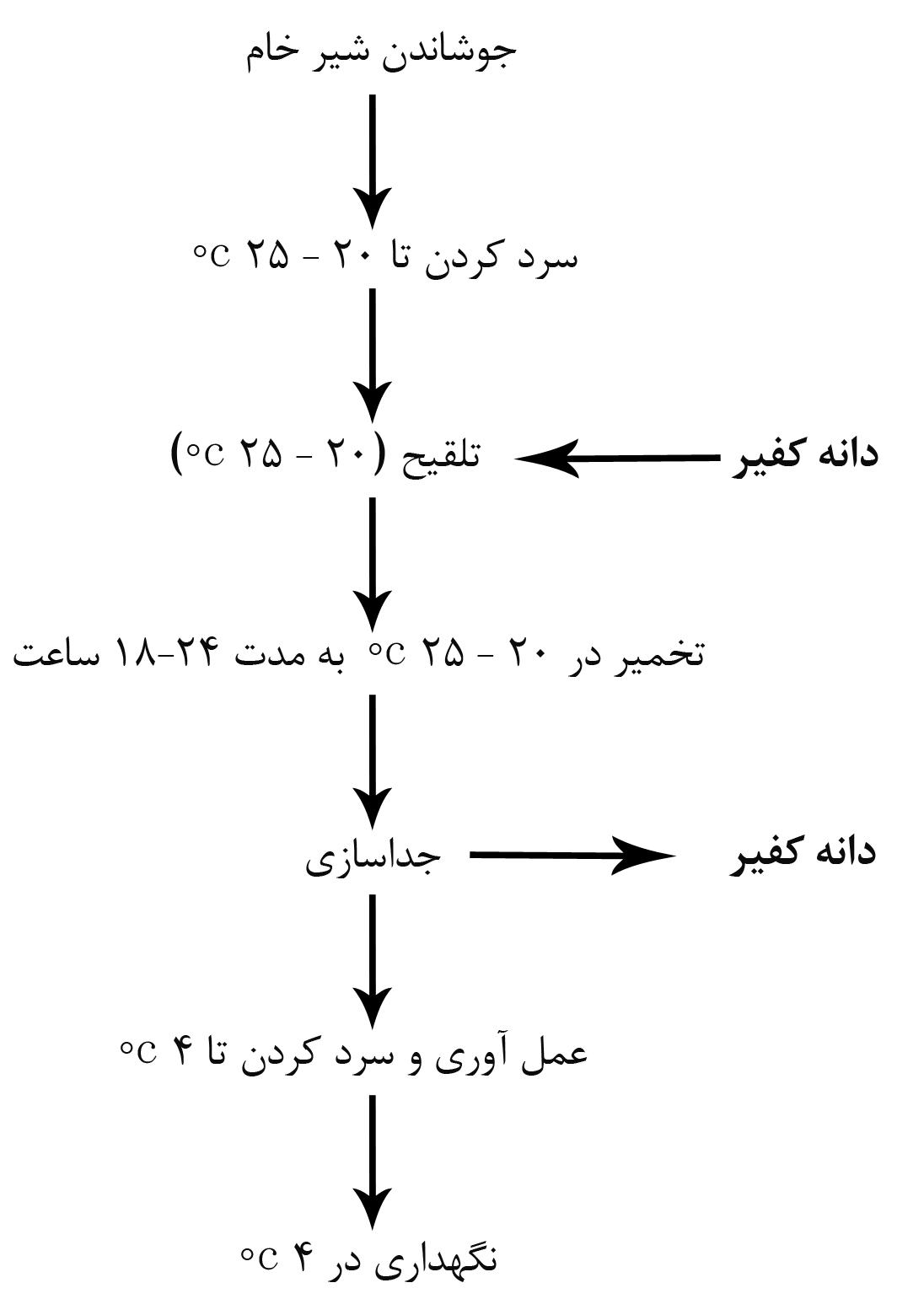
فرآوری سنتی کفیر

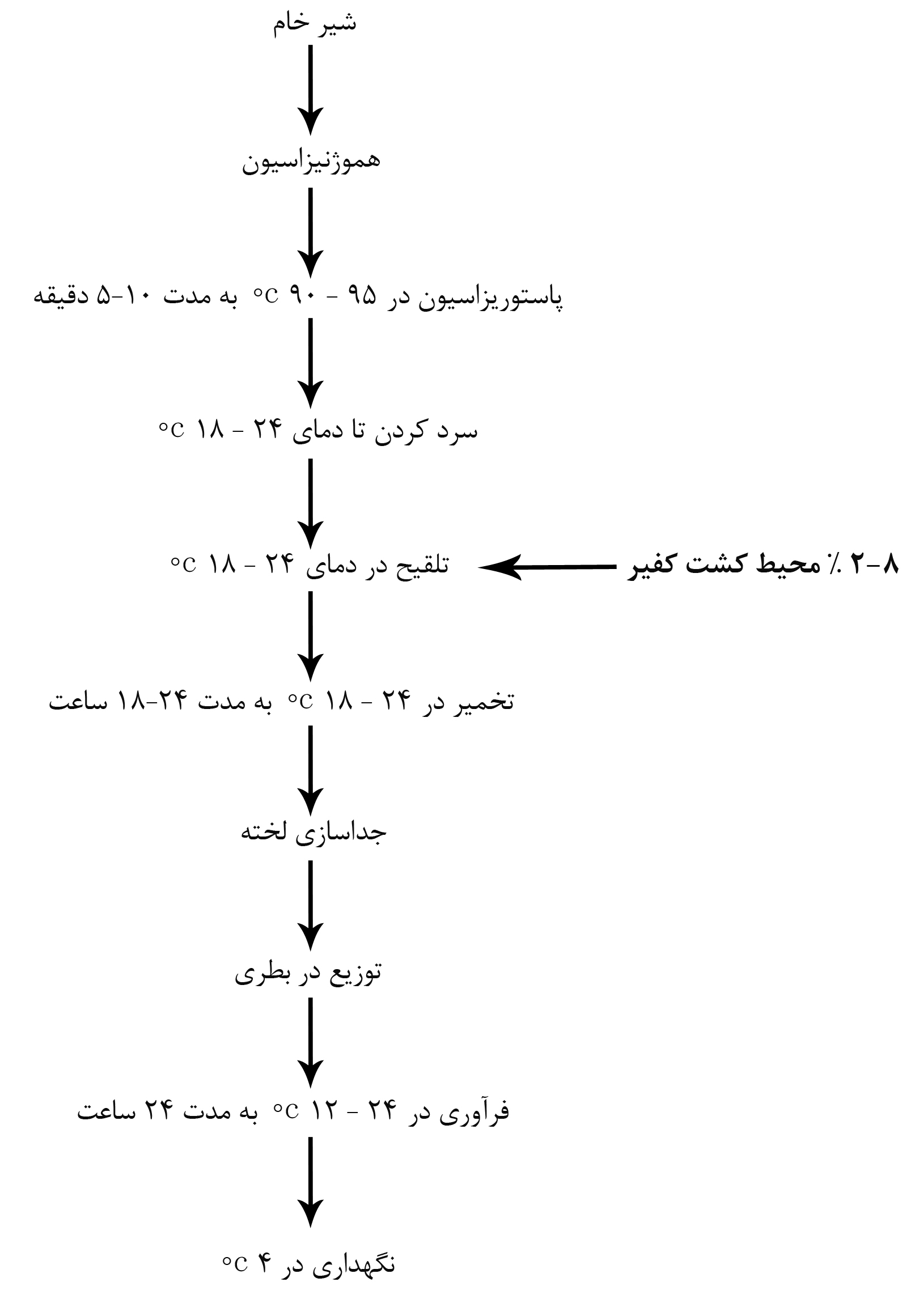
فرآوری صنعتی کفیر

کفیر از طریق تخمیر شیر توسط دانه‌های کفیر و کشت‌های کفیر تولید می‌شود. از انواع شیرهای گاو، بز، گوسفند، نارگیل، برنج، سویا و کاکائو ساخته می‌شود. معیارهای زیادی برای انتخاب شیر وجود دارد. مانند؛ پاستوریزه، پرچرب، کم چرب، سرشیر یا بدون چربی بودن شیر. اما به علت مزایای زیاد شیر بز، این شیر بیشتر مورد استفاده قرار می‌گیرد.

### فرآوری سنتی
در فرآوری سنتی، کفیر با اضافه کردن دانه‌های کفیر درست می‌شود. ابتدا شیر خام را می‌جوشانند و تا ۲۰–۲۵ درجه سانتیگراد سرد می‌کنند و ۱۰–۲۰٪ (عموماً ۵٪) دانه کفیر به آن اضافه می‌کنند. بعد از یک دوره تخمیر ۱۸–۲۴ ساعته، در دمای ۲۰–۲۵درجه سانتیگراد دانه‌های کفیر توسط فیلتر و یک صافی از شیر جدا می‌شوند و سپس خنک شده و در دمای سرد نگهداری می‌شود. کفیر را در دمای ۴ درجه سانتیگراد قرار می‌دهند تا پس از مدتی آماده مصرف می‌شود.

### فرآوری صنعتی
در مرحله اول هموژنیزه کردن شیر، تا ۸٪ ماده خشک انجام می‌شود و در ادامه شیر در دمای ۹۰–۹۵درجه سانتیگراد به مدت ۵–۱۰ دقیقه حرارت داده می‌شود (پاستوریزاسیون)، سپس شیر را تا دمای ۱۸–۲۴ درجه سانتیگراد سرد کرده و با ۲–۸٪ محیط کشت کفیر (استارتر باکتری) در تانک، تلفیق می‌کنند که عمل تخمیر از ۱۸–۲۴ ساعت انجام می‌شود. در ادامه، لخته حاصله توسط پمپ جدا شده و در بطری‌ها توزیع می‌شود. پس از عمل آوری در دمای ۱۲–۲۴ درجه سانتیگراد یا ۱۰–۳۰ درجه سانتیگراد به مدت ۲۴ ساعت کفیر در دمای ۴ درجه سانتیگراد نگهداری می‌شود.

## محصولات مشابه
محصولاتی مشابه کفیر با استفاده از مخلوطی از میکروارگانیزم، فرآوری شده‌است که در نتیجه آن منجر به تغییر خواص حسی شده و محصول جدید فاقد ویژگی‌های کفیر قدیمی است.
- اُمائرا در جنوب غربی آفریقا.[۱]
- رُب یا رُبا در بسیاری از کشورهای عربی.[۱]
- Kjaklder Mjokik در نروژ.[۱]
- کلرمیش[پانویس ۱۲] در آلمان.[۱]
- تاراگ در مغولستان.[۱]
- اوسوبی؛ یک محصول تغییر یافته کفیر در روسیه‌است که از شیر کم چرب بز تولید شده و سرشار از پروتئین است.[۱]
- کفیر جدید یونانی؛ که شبیه به کفیر اصل بوده و از شیر پر چرب و خامه غلیظ ساخته شده‌است و سرشار از پروتئین، کلسیم، ویتامین‌های ضروری و مواد معدنی است.[۹]

## یادکرد
1. 1 2 3 4 5 6 7 8 9 10 11 12 13 14 15 16 17 18 19 20 21 22 23 24 25 26 27 28 29 30 31 32 33 34 35 36 37 38 39 40  Semih Ot'es and Oz'em Cagindi, 2003.
2. 1 2 3 4 5 6 7 8 9 10 11 12 13 14 15 16 17 18 19 20 21 22  Mr M. Loucase
3. 1 2 3 4  probiotics
4. 1 2 3 4 5  a multi-cultural fermentation
5. 1 2 3 4 5 6 7 8  Veronique Ninane, Gilbert Berben, Jean-Michel Romne and Robert Oger, 2005.
6. ↑  جزئیات کفیر در مجله اینترنتی پربیوتیک مجله پربیوتیک. دریافت شده در 17 ژانویه 2021
7. ↑  «Kefir Health Benefits». بایگانی‌شده از اصلی در ۱۵ ژوئن ۲۰۱۰. دریافت‌شده در ۷ مه ۲۰۱۰.
8. ↑  «Kefir Helps to Boost Immunity and Increase Your Daily Energy». بایگانی‌شده از اصلی در ۶ ژانویه ۲۰۱۰. دریافت‌شده در ۱۰ ژانویه ۲۰۱۰.
9. 1 2 3  Lifeway Foods Introduces New Greek Style Kefir

## فهرست منابع
- Semih Ot'es and Oz'em Cagindi (۲۰۰۳)، «Kefir:A Probiotic Dairy-composition, Nutritional and Therapeutic Aspects» (PDF)، Pakistan Journal of Nutrition، ج. ۲ ش. ۲، ص. ۵۴–۵۹